# 宮崎県立都城きりしま支援学校
宮崎県立都城きりしま支援学校（みやざきけんりつ みやこのじょうきりしましえんがっこう）は、宮崎県都城市南横市町にある県立特別支援学校。知的障害者、肢体不自由者を対象とした特別支援教育を行っている。

## 概要
歴史
1978年（昭和53年）に「宮崎県立都城養護学校」として創立。現校名となったのは2008年（平成20年）。2013年（平成25年）に創立35周年を迎えた。
設置学部
- 小学部
- 中学部
- 高等部

各学部普通学級と重複学級がある。
通学困難な児童・生徒を対象に訪問教育も行っている。
分校
小林市に分校があったが、2020年（令和2年）4月に「宮崎県立小林こすもす支援学校」として独立した。
学校教育目標
「自立する心と身体を育てる」
校章
桜の花弁と霧島連山を表す三角形、羽を広げた鳩の絵を組み合わせたものを背景にして、校名の頭文字「都」を置いている。
校歌
作詞は黒木淳吉、作曲は上久保淳による。歌詞は4番まである。1980年（昭和55年）10月に制定。校名を改称した2008年（平成20年）に歌詞の一部を改定。各番に校名の「都城きりしま支援学校」が登場する。

## 沿革
前史
- 1963年（昭和38年）11月1日 - 宮崎県社会福祉事業団精神薄弱児施設きりしま学園内に小学校と中学校の特殊学級分校が設置される。
  - 「都城市立大王小学校きりしま学園分校」・「都城市立小松原中学校きりしま学園分校」。
- 1977年（昭和52年）4月1日 - 移転により「都城市立大王小学校高千穂学園分校」・「都城市立小松原中学校高千穂学園分校」に改称。

正史
- 1978年（昭和53年）
  - 4月1日 - 上記2校の分校を統合の上「宮崎県立都城養護学校」が開設される。小学部と中学部を設置。
  - 4月10日 - 開校式を挙行。
- 1979年（昭和54年）　  
  - 4月1日 - 都城市立沖水小学校・三股町立三股小学校・小林市立小林小学校から訪問教育学級が移管される。
  - 5月8日 - PTAが発足。
- 1980年（昭和55年）10月20日 - 新校舎が完成し移転を完了。校章と校歌を制定。
- 1981年（昭和56年）3月5日 - 体育館と食堂棟が完成。
- 1983年（昭和58年）
  - 1月31日 - 作業訓練棟が完成。
  - 3月31日 - 運動場の整備が完了。
- 1985年（昭和60年）3月 - プールが完成。
- 1987年（昭和62年）- 創立10周年を記念して「希望の像」を建立。記念祭を挙行。
- 1995年（平成7年）
  - 3月29日 -  高等部校舎が完成。
  - 4月1日 - 高等部を設置。
- 1999年（平成11年）4月 - 高等部での訪問教育を開始。
- 2001年（平成13年）3月 - 新運動場が完成。
- 2005年（平成17年）
  - 4月1日 - 小林校（分校、小学部・中学部）を設置。 小林市立東方小学校と小林市立東方中学校にそれぞれ小学部・中学部を併設。
  - 6月 - 小林校でのスクールバス運行を開始。
  - 9月1日 - 本校でのスクールバス運行を開始。
- 2008年（平成20年）4月1日 - 「宮崎県立都城きりしま支援学校」（現校名）に改称。
- 2010年（平成22年）4月 - 小林校の訪問教育を開始。
- 2011年（平成23年）4月1日 - 小林校 高等部を設置。宮崎県立小林高等学校に併設。
- 2020年（令和2年）4月1日 - 小林校が宮崎県立小林こすもす支援学校として独立[3][4]。

## 交通
最寄りの鉄道駅
- JR九州 日豊本線・吉都線 「都城駅」

最寄りのバス停
- 宮崎交通 「きりしま支援学校入口」バス停で下車。

最寄りの幹線道路
- 宮崎県道45号御池都城線

## 周辺
- 高千穂学園
- かたひら保育園
- 宮崎県立都城さくら聴覚支援学校